# Laringitis
La laringitis es una inflamación de la laringe. La laringitis se considera aguda si dura un par de días. Se considera crónica si dura más de dos semanas.[cita requerida]

## Causas
La laringitis, salvo muy raras excepciones, es causada por virus. Suele haber epidemias anuales entre los meses de noviembre y marzo, (en el hemisferio norte), así como también puede haber casos medianamente aislados.[cita requerida]
Esta enfermedad puede ser causada por:
- Infección vírica.
- Un agente patógeno bacteriano (Mycoplasma pneumoniae, rara vez Haemophilus influenzae) o fúngico (Candida albicans).
- Inflamación de las cuerdas vocales por estrés.
- Presencia de nódulos.
- Reflujo gastroesofágico

## Síntomas
Los síntomas de la laringitis pueden variar dependiendo de la gravedad y de las causas que la provocan. El síntoma más común y obvio es el deterioro de la voz, que puede ser desde una ronquera áspera a la pérdida total de la capacidad de hablar (la voz sale como un susurro). Otros síntomas pueden ser, no en todos los casos:[cita requerida]
- Fiebre.
- Garganta seca y dolorida.
- Disfagia.
- Dificultad para respirar (sobre todo en niños) y se pueden marcar las costillas.
- Tos constante que a veces produce dolor torácico (que puede ser, además de síntoma, también la causa).
- Todos los síntomas de un resfriado común o una gripe (que también pueden ser la causa).
- Malestar, sensación de hinchazón en la zona de la laringe.
- Inflamación de ganglios linfáticos en el cuello, el pecho o la cara.
- Dolor en los oídos.

### Síntomas en niños
En pacientes infantiles se presenta durante varios días un cuadro catarral leve (mucosidad nasal, tos escasa o fiebre). De manera progresiva, en unas horas, y típicamente por la noche, la tos comienza a cambiar, haciéndose más fuerte. El paciente puede presentar sensación de agobio y, en ocasiones, "marca" las costillas al respirar (retracción o "tiraje" intercostal). Asimismo los niños presentan ronquera o disfonía.[cita requerida]
En otras ocasiones, el inicio es más repentino, también de noche y el paciente no tiene síntomas previos. Esta forma de presentación puede repetirse varias veces en el mismo niño. Es el llamado "croup espasmódico". No es necesario realizar ninguna prueba complementaria para el diagnóstico ya que este se basa en la exploración física del paciente.[cita requerida]

## Diagnóstico diferencial
Los diagnósticos diferenciales de la laringitis aguda incluyen:
- Disfonía espasmódica
- Laringitis por reflujo gastroesofágico
- Laringitis alérgica crónica
- Epiglotitis
- Tumores

## Tratamientos
En la mayoría de los casos, los síntomas que acompañan a la laringitis están relacionados con el factor causal, como una infección respiratoria.[cita requerida]
El tratamiento correcto depende de un estudio diagnóstico sobre la causa de la laringitis. Para recibir tratamiento o establecer un diagnóstico se debe ir a un otorrinolaringólogo. Dicho estudio diagnóstico puede incluso detectar la presencia de nódulos en las cuerdas vocales. También se debe guardar reposo y usar antibióticos prescritos por un médico si la infección tuviera un origen bacteriano.[cita requerida]